# Ulf Olsson (litteraturvetare)
Ulf Olsson, född 1953, är en svensk litteraturvetare. Han är professor emeritus i litteraturvetenskap vid Stockholms universitet, och även verksam som kritiker och essäist i Expressen.
Olsson doktorerade vid Stockholms universitet 1988 med avhandlingen I det lysande mörkret, om Birgitta Trotzigs roman De utsatta (1957). Hans forskning har främst behandlat modern svensk litteratur, däribland August Strindberg och Lars Norén.
2017 tilldelades Olsson Schückska priset av Svenska Akademien.